# Paul M. Borggreve
Paul M. Borggreve (Lunteren, 1973) is een Nederlandse schrijver en dichter.
Paul Borggreve studeerde theologie aan de Universiteit Utrecht en vertrok in 1997 naar Groningen. Sinds 2003 is hij actief als schrijver. Naast kunstsprookjes schrijft Borggreve gedichten en docudrama's.
In 2000 was Borggreve mede-oprichter van Stichting de Algehele Aanraking, een stichting voor kunst en literatuur op uiteenlopende niveaus en redactor van Dichtkring RondRijm en lid van het literair gezelschap 'De Tegenvoeters'. Zelfrelativering, extravagantisme en betekenis boven vorm zijn kernstandpunten in zijn werk. In zijn gedichten kenmerkt Borggreve zich door een voorliefde voor rijm en eenduidige tekst met onderwerpen als tandpasta, call-centers en de straten van de stad Groningen.
Schrijver zijn is voor Borggreve meer een performance dan een streven naar publicatie. Hij onderzoekt de mogelijkheden van de literatuur in een zapgeneratie. Literatuur moet volgens hem bescheidener zijn. Schrijvers zouden voorzichtiger moeten zijn honderden pagina's tekst over hun lezers heen te storten. Er zijn immers zoveel schrijvers die belangrijke dingen te melden hebben.
Sinds 2006 verzorgde hij tweewekelijks het gedicht van de week in De Groninger Stadskrant. Sinds 2008 maakt hij deel uit van de poule dichters voor het EO-programma Dit is de Dag op Radio 1.
Borggreve treedt regelmatig op op Groninger podia en publiceert in meerdere tijdschriften. Hij werkt veel samen met beeldende kunstenaars: onder meer Petra van Kalker, Joanna Paszkiewicz Lizette M. Veenhuizen en Kees Wiersema.